# Podralský nadační fond
Podralský nadační fond ZOD byl vytvořen 4. listopadu 2008 Zemědělským obchodním družstvem (ZOD Brniště) se sídlem v Brništi na Českolipsku pro podporu rozvoje oblasti Podralsko. Později své aktivity rozšířil na celý Máchův kraj.

## Poslání
Fond byl vytvořen pro všestrannou podporu regionu Podralska, nejen samotné obce Brniště

## Aktivity fondu
Už v prvním roce své existence přispěl v roce 2008 na opravu mostu a sochy sv. Floriána v Náhlově (součást města Ralsko), o rok později pomohl vybavit mateřské školky v Brništi, Bělé pod Bezdězem a Jablonném v Podještědí. V dalších letech podpořil různé společenské organizace (dnes spolky). Jeho zásluhou vznikly v roce 2013 naučná Stezka hastrmanů, Hipostezka Brniště, zorganizovány byly Krajské dožínky v Brništi a Festival jurt. V Brništi byl postaven objekt Ekocentrum Brniště, byl zahájen cyklus přednášek i exkurzí.

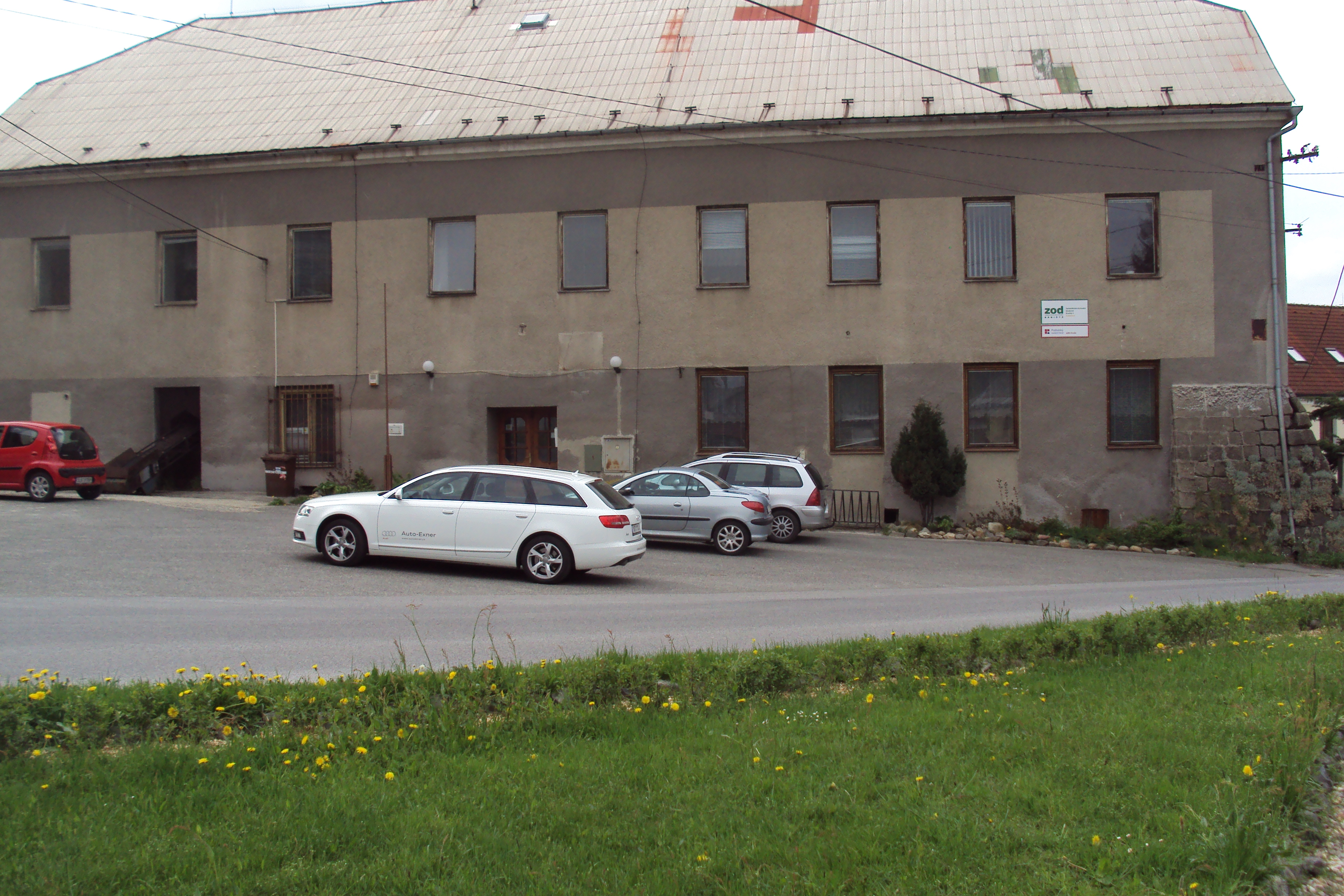
Administrativní budova ZOD Brniště, kde sídlí i fond

## Ústředí
Fyzicky je ústředí fondu v areálu ZOD Brniště (adresa Brniště 1), části obce Hlemýždí. Provozuje webové stránky, má svou správní radu, revizory,  je zapsán od listopadu 2008 v nadačním rejstříku u soudu v Ústí nad Labem, má svůj účet u Komerční banky. Stal se členem místní akční skupiny LAG Podralsko.